# Любовник (фильм, 1992)
«Любо́вник» (фр. L'Amant; вьет. Người tình) — кинофильм 1992 г. режиссёра Жан-Жака Анно. Экранизация автобиографической повести Маргерит Дюрас «Любовник» (1984 год).
Первый западный фильм после 1975 года, снятый во Вьетнаме и при активном участии вьетнамских кинематографистов. Съёмки начались в 1989 году, на экраны фильм вышел 22 января 1992 года (Франция). Номинации на премии «Оскар» за лучшую операторскую работу и Японской киноакадемии в номинации «Лучший иностранный фильм», победитель двух премий — французской «Сезар»  и премии Golden Reel Award (США) — за лучшую музыку (все — в 1993 году).

## Сюжет
Колониальный Вьетнам, 1929 год. Обнищавшая семья французов (мать-учительница, два сына, старший из которых — наркоман, и пятнадцатилетняя дочь) живёт в дельте Меконга, в районе Ламдонга,  в ста километрах от Сайгона. Однажды дочь, возвращаясь на пароме в столичный пансион для девочек, встречает изысканно одетого, красивого и состоятельного китайца.
Главные герои фильма — юная Девушка и Китаец (в фильме не называются имена персонажей). Китаец подвозит Девушку на своем роскошном автомобиле с шофёром до пансиона. Оба чувствуют необъяснимое напряжение и притяжение между ними. Вскоре он приезжает к воротам пансиона вновь и между ними возникает роман: почти сразу они начинают встречаться как любовники в его холостяцком доме китайского квартала Тёлон, затерянном в многолюдном Сайгоне. Их брак невозможен из-за социальной и культурной пропасти между ними, к тому же его семья уже назначила дату свадьбы с равной ему по статусу китаянкой из богатой семьи. Любовники знают, что у них нет общего будущего, и потому на словах стараются убедить друг друга и самих себя, что их связь не основана на чувствах, лишь на плотском желании. Однако незадолго до свадьбы Китаец едет к своему отцу и всё-таки просит о браке с той, кого любит, хотя и с предсказуемым результатом. О романе с Китайцем узнают в пансионе, с Девушкой прекращают общение почти все преподаватели и ученики, её семья шокирована, роман европейки с Китайцем является позором. Но Китаец деликатно улаживает финансовые проблемы семьи, что позволяет им вернуться во Францию. В финале картины Китаец женится, а Девушка и её семья покидают Вьетнам на пароходе. Облокотившись на поручень, она равнодушно провожает взглядом нелюбимую землю и замечает автомобиль Китайца, но не ощущает ничего.  Однако позже ночью на пароходе к ней приходит осознание того, что у неё к нему всё же была настоящая любовь, и останется она навсегда...
Спустя много лет, когда она получит образование, выйдет замуж, родит детей, разведётся и станет известной писательницей, в её парижской квартире раздастся телефонный звонок. Он позвонит ей, чтобы выразить светские соболезнования по поводу смерти её брата. В финале прохладного разговора он признается, что по-прежнему любит её и будет любить всю жизнь.

## Роли
- Джейн Марч — молодая Девушка
- Тони Люн Ка Фай — Китаец
- Фредерик Менинже — Мать
- Арно Джованинетти — Старший брат
- Мельвиль Пупо — Младший брат
- Лиза Фолкнер — Хелен Лагонель
- Сиэм Ман  — Отец Китайца
- Филипп Ле Дем — Учитель французского
- Анн Шауфус — Анн-Мари Стреттер

Текст за кадром читает Жанна Моро.

## Съёмки
Режиссёр Анно посетил Вьетнам в рамках подготовки к съёмкам в 1989 году, но был разочарован обстановкой (крысы и пауки в лучшей колониальной гостинице, отсутствие кондиционеров и прочее). В итоге он решил снимать фильм о Вьетнаме там, где это традиционно делали западные режиссёры — в Таиланде, Малайзии или на Филиппинах. 

«Я разослал помощников по тем местам, и они возвращаются оттуда с болезнями и с историями, как весело провели время на прекрасных курортах. Ничего похожего с тем, что я почувствовал, побывав на тех рисовых полях Вьетнама, среди тех обветшалых колониальных зданий…»
Потому спустя год он всё-таки снова решил снимать во Вьетнаме. По словам режиссёра, его фильм был первым западным фильмом с 1975 года о Вьетнаме, снятым в самом Вьетнаме.
Начались съёмки фильма 14 января 1991 года. Через два месяца после этой даты Джейн Марч исполнилось восемнадцать. Это была её первая роль в кино, но она уже была топ-моделью. Жена режиссёра увидела её фото в журнале Just Seventeen, и обратила на неё внимание мужа.
Хотя правительство Вьетнама в этот период вышло из изоляционизма и было доброжелательно к иностранцам, съёмки и сценарная работа требовали согласования с властями, поэтому все сцены сексуального характера снимались в Париже. Всего съёмки заняли 135 дней и обошлись в тридцать миллионов долларов.

## Прокат
Американская критика встретила фильм в целом негативно, сравнивая его с «Эммануэль» или с эротическими видео Playboy и Penthouse.
На лицензионном DVD фильм в России выпустила фирма «CP Digital».

## Награды
- «Сезар» за «лучшую музыку»
- Golden Reel Award (США) за «лучшую работу звукорежиссёра»

## Интересные факты
- Во время съёмок в Хошимине для участия в массовых сценах (в ресторане, пансионе, на корабле) привлекались служащие советского консульства и торгпредства.
- Для съёмок двух главных сцен использовался пароход 1920 года, прибывший в Хошимин с Кипра[2].
- Вьетнам предоставил киногруппе один из правительственных вертолётов[2].
- В картине можно заметить небольшой ляп: когда героиня Джейн Марч садится в автобус, её губы ненакрашены, а когда она выходит из автобуса, заходит на паром и стоит там, облокотившись на поручень, на её губах помада красного цвета.